# FC Bayern München/Saison 2022/23
Dieser Artikel beschreibt den Verlauf der Saison 2022/23 der Fußball-Männerprofimannschaft des FC Bayern München. Der Verein trat in der Saison in der Fußball-Bundesliga an und belegte den ersten Tabellenplatz.
Im DFB-Pokal und der Champions League schied der Verein jeweils im Viertelfinale aus.
Es war die erste Saison des Vereins seit 2013/14 ohne Robert Lewandowski.

## Personalien

### Kader
| Manuel Neuer    |
| Johannes Schenk |
| Yann Sommer     |
| Sven Ulreich    |

| Daley Blind       |
| João Cancelo      |
| Alphonso Davies   |
| Matthijs de Ligt  |
| Lucas Hernández   |
| Noussair Mazraoui |
| Benjamin Pavard   |
| Bouna Sarr        |
| Josip Stanišić    |
| Dayot Upamecano   |

| Arijon Ibrahimović |
| Leon Goretzka      |
| Ryan Gravenberch   |
| Joshua Kimmich     |
| Jamal Musiala      |
| Paul Wanner        |

| Eric Maxim Choupo-Moting |
| Kingsley Coman           |
| Serge Gnabry             |
| Robert Lewandowski       |
| Sadio Mané               |
| Thomas Müller            |
| Leroy Sané               |
| Mathys Tel               |

### Transfers
Aufgrund einer Verletzung von Manuel Neuer wurde im Winter Yann Sommer als Ersatz verpflichtet. Starspieler Robert Lewandowski verließ den Verein nach 8 Jahren.
| Zugänge | Abgänge |
| --- | --- |
| - Daley Blind (Ajax Amsterdam) - João Cancelo (Manchester City, Leihe) - Ryan Gravenberch (Ajax Amsterdam) - Matthijs de Ligt (Juventus) - Sadio Mané (Liverpool FC) - Noussair Mazraoui (Ajax Amsterdam) - Yann Sommer (Borussia Mönchengladbach) - Mathys Tel (Stade Rennes) | - Fiete Arp (Holstein Kiel) - Christian Früchtl (Austria Wien) - Robert Lewandowski (FC Barcelona) - Tanguy Nianzou (FC Sevilla) - Chris Richards (Crystal Palace) - Omar Richards (Nottingham Forest) - Marc Roca (Leeds United) - Marcel Sabitzer (Manchester United, Leihe) - Sarpreet Singh (Jahn Regensburg) - Niklas Süle (Borussia Dortmund) - Malik Tillman (Glasgow Rangers) - Corentin Tolisso (Olympique Lyon) - Joshua Zirkzee (FC Bologna) |

### Entlassung von Julian Nagelsmann
Am 24. März 2023 gab der FC Bayern bekannt, sich von Cheftrainer Julian Nagelsmann zu trennen. Als Nachfolger wurde Thomas Tuchel vorgestellt. Hauptgrund war die Ergebniskrise in der Bundesliga, insbesondere die 1:2 Pleite gegen Bayer 04 Leverkusen am 25. Spieltag. Die Entlassung stieß auf harte Kritik. So wurde der Zeitpunkt, kurz vor dem Topspiel gegen Manchester City, von verschiedenen Medien kritisch beäugt. Auch die Aussagen von Präsident Herbert Hainer, in denen er erklärte, mit Nagelsmann „etwas aufbauen zu wollen“, stießen auf einige Kritiker.

## Saison
Alle Ergebnisse aus Sicht des FC Bayern München.

### DFL-Supercup
Der FC Bayern besiegte RB Leipzig mit 5:3 und gewann den DFL-Supercup.
| RB Leipzig                                             | RB Leipzig | FC Bayern München | FC Bayern München | Aufstellung                                    |
| ------------------------------------------------------ | --- | --- | ----------------- | ---------------------------------------------- |
| RB Leipzig                                             | \| 30. Juli 2022 um 20:30 Uhr in Leipzig (Red Bull Arena) \| \| Ergebnis: 3:5 (0:3) \| \| Zuschauer: 47.069 (ausverkauft) \| \| Schiedsrichter: Robert Schröder \| | \| 30. Juli 2022 um 20:30 Uhr in Leipzig (Red Bull Arena) \| \| Ergebnis: 3:5 (0:3) \| \| Zuschauer: 47.069 (ausverkauft) \| \| Schiedsrichter: Robert Schröder \| | FC Bayern München | Aufstellung RB Leipzig gegen FC Bayern München |
| RB Leipzig                                             | Péter Gulácsi – Marcel Halstenberg, Willi Orban, Mohamed Simakan (79. Hugo Novoa) – Benjamin Henrichs, Kevin Kampl (52. Dani Olmo), Konrad Laimer, Lukas Klostermann – Christopher Nkunku, Dominik Szoboszlai (90.+1' Amadou Haidara), Emil Forsberg (52. André Silva) Cheftrainer: Domenico Tedesco ( Italien) | Manuel Neuer – Alphonso Davies, Lucas Hernández, Dayot Upamecano (78. Matthijs de Ligt), Benjamin Pavard (78. Noussair Mazraoui) – Joshua Kimmich, Marcel Sabitzer, Jamal Musiala (60. Kingsley Coman), Thomas Müller (68. Ryan Gravenberch) – Sadio Mané, Serge Gnabry (78. Leroy Sané) Cheftrainer: Julian Nagelsmann | FC Bayern München | Aufstellung RB Leipzig gegen FC Bayern München |
| RB Leipzig                                             | 1:3 Halstenberg (59.) 2:4 Nkunku (77., Foulelfmeter) 3:4 Olmo (89.) | 0:1 Musiala (14.) 0:2 Mané (31.) 0:3 Pavard (45.) 1:4 Gnabry (66.) 3:5 Sané (90.+8') | FC Bayern München | Aufstellung RB Leipzig gegen FC Bayern München |
| 30. Juli 2022 um 20:30 Uhr in Leipzig (Red Bull Arena) | | |                   |                                                |
| Ergebnis: 3:5 (0:3)                                    | | |                   |                                                |
| Zuschauer: 47.069 (ausverkauft)                        | | |                   |                                                |
| Schiedsrichter: Robert Schröder                        | | |                   |                                                |

### Bundesliga
Der FC Bayern wurde mit 71 Punkten zum elften Mal in Folge deutscher Meister.
Die Meisterschaft entschied sich am letzten Spieltag. Borussia Dortmund hatte zwei Punkte Vorsprung, jedoch ein schlechteres Torverhältnis. Am letzten Spieltag traf Dortmund auf Mainz 05, Bayern auf den FC Köln. Dortmund spielte 2.2, Bayern gewann 2:1. Durch ein spätes Tor von Jamal Musiala wurde der Verein deutscher Meister.
| Runde | Datum              | Gegner                   | Ort      | Ergebnis |
| ----- | ------------------ | ------------------------ | -------- | -------- |
| 1     | 5. August 2022     | Eintracht Frankfurt      | Auswärts | 6:1      |
| 2     | 14. August 2022    | VFL Wolfsburg            | Heim     | 2:0      |
| 3     | 21. August 2022    | VFL Bochum               | Auswärts | 7:0      |
| 4     | 27. August 2022    | Borussia Mönchengladbach | Heim     | 1:1      |
| 5     | 3. September 2022  | Union Berlin             | Auswärts | 1:1      |
| 6     | 10. September 2022 | VFB Stuttgart            | Heim     | 2:2      |
| 7     | 17. September 2022 | FC Augsburg              | Auswärts | 0:1      |
| 8     | 30. September 2022 | Bayer 04 Leverkusen      | Heim     | 4:0      |
| 9     | 8. Oktober 2022    | Borussia Dortmund        | Auswärts | 2:2      |
| 10    | 16. Oktober 2022   | SC Freiburg              | Heim     | 5:0      |
| 11    | 22. Oktober 2022   | TSG 1899 Hoffenheim      | Auswärts | 2:0      |
| 12    | 29. Oktober 2022   | Mainz 05                 | Heim     | 6:2      |
| 13    | 5. November 2022   | Hertha BSC               | Auswärts | 3:2      |
| 14    | 8. November 2022   | Werder Bremen            | Heim     | 6:1      |
| 15    | 12. November 2022  | Schalke 04               | Auswärts | 2:0      |
| 16    | 20. Januar 2023    | RB Leipzig               | Auswärts | 1:1      |
| 17    | 24. Januar 2023    | FC Köln                  | Heim     | 1:1      |
| 18    | 28. Januar 2023    | Eintracht Frankfurt      | Heim     | 1:1      |
| 19    | 5. Februar 2023    | VFL Wolfsburg            | Auswärts | 4:2      |
| 20    | 11. Februar 2023   | VFL Bochum               | Heim     | 3:0      |
| 21    | 18. Februar 2023   | Borussia Mönchengladbach | Auswärts | 1:2      |
| 22    | 26. Februar 2023   | Union Berlin             | Heim     | 3:0      |
| 23    | 4. März 2023       | VfB Stuttgart            | Auswärts | 2:1      |
| 24    | 11. März 2023      | FC Augsburg              | Heim     | 5:3      |
| 25    | 19. März 2023      | Bayer 04 Leverkusen      | Auswärts | 1:2      |
| 26    | 1. April 2023      | Borussia Dortmund        | Heim     | 4:2      |
| 27    | 8. April 2023      | SC Freiburg              | Auswärts | 1:0      |
| 28    | 15. April 2023     | TSG 1899 Hoffenheim      | Heim     | 1:1      |
| 29    | 22. April 2023     | Mainz 05                 | Auswärts | 1:3      |
| 30    | 30. April 2023     | Hertha BSC               | Heim     | 2:0      |
| 31    | 6. Mai 2023        | Werder Bremen            | Auswärts | 2:1      |
| 32    | 13. Mai 2023       | FC Schalke 04            | Heim     | 6:0      |
| 33    | 20. Mai 2023       | RB Leipzig               | Heim     | 1:3      |
| 34    | 27. Mai 2023       | FC Köln                  | Auswärts | 2:1      |

### DFB-Pokal
Der FC Bayern schied im Viertelfinale des DFB-Pokals gegen den SC Freiburg aus.
| Runde | Datum            | Gegner        | Ort      | Ergebnis |
| ----- | ---------------- | ------------- | -------- | -------- |
| 1     | 31. August 2023  | Viktoria Köln | Auswärts | 5:0      |
| 2     | 19. Oktober 2023 | FC Augsburg   | Auswärts | 5:2      |
| 3     | 1. Februar 2023  | Mainz 05      | Auswärts | 4:0      |
| 4     | 4. April 2023    | SC Freiburg   | Heim     | 1:2      |

### UEFA Champions League

#### Gruppe
Der FC Bayern wurde Gruppenerster und gewann jedes Gruppenspiel.
| Pl. | Verein            | Sp. | S | U | N | Tore    | Diff. | Punkte |
| --- | ----------------- | --- | - | - | - | ------- | ----- | ------ |
| 1.  | FC Bayern München | 6   | 6 | 0 | 0 | 018:200 | +16   | 18     |
| 2.  | Inter Mailand     | 6   | 3 | 1 | 2 | 010:700 | +3    | 10     |
| 3.  | FC Barcelona      | 6   | 2 | 1 | 3 | 012:120 | ±0    | 07     |
| 4.  | Viktoria Pilsen   | 6   | 0 | 0 | 6 | 005:240 | −19   | 0      |

#### K.-o.-Phase

##### Achtelfinale
Der FC Bayern besiegte Paris Saint-Germain im Hin- und Rückspiel.
|                     | Gesamt |                   | Hinspiel | Rückspiel |
| ------------------- | ------ | ----------------- | -------- | --------- |
| Paris Saint-Germain | 0:3    | FC Bayern München | 0:1      | 0:2       |

#### Viertelfinale
Im Viertelfinale schied der FC Bayern gegen Manchester City aus.
|                 | Gesamt |                   | Hinspiel | Rückspiel |
| --------------- | ------ | ----------------- | -------- | --------- |
| Manchester City | 4:1    | FC Bayern München | 3:0      | 1:1       |